# 코토노와카 테루마사
코토노와카 테루마사(일본어: 琴ノ若 晴將 ことのわか てるまさ[*], 1968년 5월 15일~)는 사도가타케(佐渡ヶ嶽) 도장 소속의 전 스모 리키시이다. 야마가타현 오바나자와시 출신, 미남이며 여성 팬이 많았다.
은퇴 후 장인의 이름과 헤야를 계승해 현재는 토시요리 제13대 사도가타케 미츠무네(佐渡ヶ嶽 満宗)이다. 장남 코토노와카 마사히로가 아버지의 도장에서 리키시로 활동하고 있다.